# Голованова, Елизавета Игоревна
Елизаве́та И́горевна Голова́нова (род. 2 апреля 1993, Сафоново, Смоленская область, Россия) — российская модель, победительница всероссийского конкурса красоты «Мисс Россия 2012». Финал конкурса прошел 3 марта в концертном зале Барвиха Luxury Village.

## Биография
Елизавета родилась в городе Сафоново Смоленской области. Мать Татьяна Голованова — врач в отделении ультразвуковой диагностики, отец Игорь Голованов — заведующий Сафоновским межрайонным отделением клинической патологии.
Окончила школу с золотой медалью. Учится в Московском Государственном университете путей сообщения, на юридическом факультете. Окончила музыкальную школу по классу фортепиано.
В 2008 году стала победительницей в конкурсе «Мисс Ветреница», проходившем в Смоленске.
В августе 2012 года представляла Россию в конкурсе «Мисс Мира», прошедшем в Китае.
В декабре 2012 года представила Россию в конкурсе  «Мисс Вселенная», прошедшем в США. Вошла в десятку самых красивых участниц.